# إوجين فلاشا
إوجين فلاشا (16 أبريل 1802 - 16 يونيو 1873) كان مهندسًا مدنيًا فرنسيًا.
قام إوجين فلاشا وأخيه غير الشقيق ستيفان موني ببناء خط السكك الحديدية من باريس إلى سان جيرمان (فرنسا) بين عامي 1833 و1835. كما قاموا ببناء سكة حديد باريس-فرساي على الضفة اليمنى. بنى إوجين فلاشا أول محطة سكة حديد في باريس. يتذكره اليوم لإعادة تصميم محطة سكة حديد Gare Saint-Lazare في باريس عام 1851 وغيرها من المشاريع المتعلقة بالسكك الحديدية. مات في آركاشون. سمي شارع في باريس باسمه. اسمه واحد من 72 اسمًا مكتوبًا على برج إيفل.